# Damase Zinga Atangana
Damase Zinga Atangana (ur. 9 grudnia 1964 w Nkog Bong) – kameruński duchowny katolicki, biskup Kribi od 2015.

## Życiorys

### Prezbiterat
Święcenia kapłańskie otrzymał 25 lipca 1992 i został inkardynowany do diecezji Obala. Po święceniach został rektorem niższego seminarium. W latach 1997–2003 studiował we Francji, a po powrocie do kraju objął stanowisko wikariusza generalnego diecezji, jednocześnie kierując parafią św. Anny (2003–2010) oraz rektoratem katedralnym (2010–2015).

### Episkopat
7 listopada 2015 papież Franciszek mianował go biskupem ordynariuszem diecezji Kribi. Sakry udzielił mu 8 grudnia 2015 nuncjusz apostolski w Kamerunie - arcybiskup Piero Pioppo.